# Terri Welles
Terri Welles (egentligen Terri Knepper), född 21 november 1956 i Santa Monica, Kalifornien, är en amerikansk fotomodell och skådespelerska. Hon utsågs till Playboys Playmate of the Month för december 1980 och Playmate of the Year för 1981.